# Green Lantern (Six Flags Great Adventure)
Green Lantern (eerder Chang) was een staande stalen achtbaan in Six Flags Great Adventure. De achtbaan was vernoemd naar de Green Lantern. De baan opende eerder onder de naam Chang in Six Flags Kentucky Kingdom in 1997 en werd in 2011 overgeplaatst. 
Eind 2024 kondigde het park aan dat Green Lantern zou worden verwijderd om plaats te maken voor een nieuwe "meerdere records brekende lanceerachtbaan" die naar verwachting in 2026 zal openen.

## Wereldrecord
Toen 'Chang' in 1997 de eerste maal werd geopend was het de hoogste, snelste en langste achtbaan in zijn soort. Ook was het de achtbaan met de meeste inversies. Chang brak de records van Mantis in Cedar Point. In 1998 werden ze allemaal verbroken door Riddler's Revenge in Six Flags Magic Mountain.

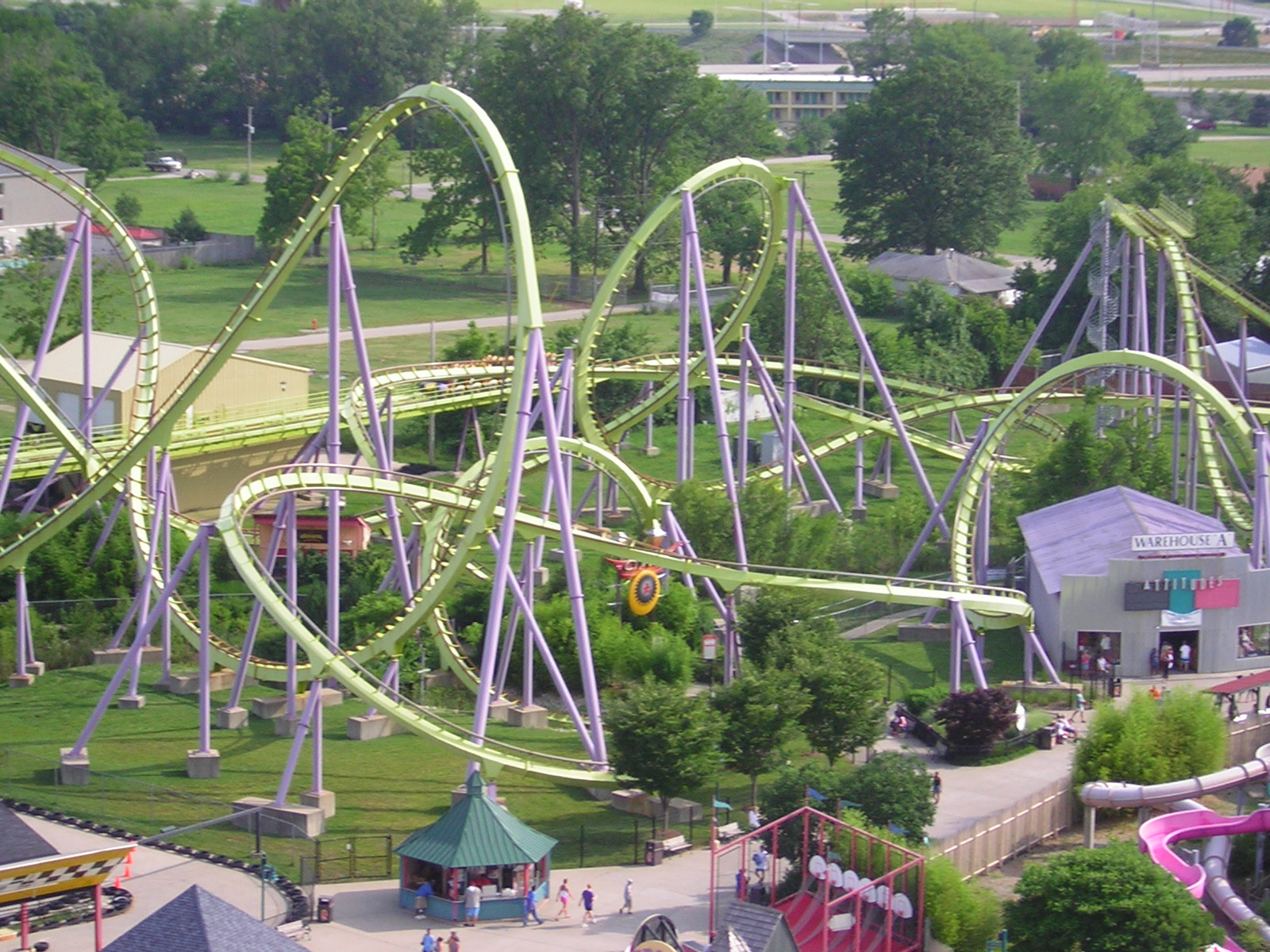
Overzicht op Chang

## Verplaatsing
In september 2009 werd in Six Flags Kentucky Kingdom bekendgemaakt dat de twaalf jaar oude achtbaan 'Chang' per direct gesloten werd om plaats te maken voor de uitbreiding van het bestaande waterpark. Six Flags maakte in september 2010 bekend dat Chang naar Six Flags Great Adventure werd verplaatst om daar Great American Scream Machine te vervangen, welke in juli 2010 gesloten werd. In 2011 opende Chang daar onder de nieuwe naam Green Lantern.
Gesloten achtbanen: Chang · Greezed Lightnin' · Roller Skater · T² · Thunder Run · Stormchaser

Eerder gesloten en weggehaald: Road Runner Express · Starchaser · Vampire